# Andrew Trimble
Pour les articles homonymes, voir Trimble.

a Compétitions nationales et continentales officielles uniquement.

b Matchs officiels uniquement.
Dernière mise à jour le 22 octobre 2018.
Andrew Trimble, né le 20 octobre 1984 à Coleraine en Irlande du Nord, est un joueur de rugby à XV. Il compte 70 sélections avec l'équipe d'Irlande, évoluant au poste d'ailier.

## Biographie
Chrétien protestant, Andrew Trimble étudie la théologie au Belfast Bible college. Il est ambassadeur pour l'ONG Oxfam International en Irlande du Nord.

## Carrière
Il a eu sa première cape internationale le 19 novembre 2005, contre l'équipe d'Australie, où il commence le match au poste de centre.
Il joue avec la province de l'Ulster en Coupe d'Europe (60 matchs et 112 après la fin de la saison 2014-2015) et en Ligue celtique.
Le 19 mars 2011, il remporte avec l'équipe d'Irlande la dernière rencontre du tournoi des six nations 2011 face à l'Angleterre. Ce succès permet aux Irlandais de finir troisième du tournoi.
Après une saison 2013-2014 couronnée par une victoire lors du tournoi 2014, quatre victoires et une défaite, où il dispute les cinq rencontres en tant que titulaire et inscrit trois essais, face à l'Écosse, l'Italie et la France, il est désigné joueur irlandais de l'année par l'IRUPA, Irish Rugby Union Players Association puis Guinness Rugby Writers Player of the Year.
Blessé à l'orteil en octobre, il manque presque toute la saison 2014-2015, mais il est toutefois retenu parmi 45 joueurs par l'entraîneur de la sélection irlandaise Joe Schmidt. Celui-ci le retient pour le premier match de préparation de la coupe du monde 2015, contre le pays de Galles. Il n'est cependant pas retenu pour la compétition.
Il met un terme à sa carrière à la fin de la saison 2017-2018.

## Palmarès
Andrew Trimble compte 70 sélections dont 57 en tant que titulaire, depuis sa première sélection le 19 novembre 2005 à Lansdowne Road face à l'Australie.  Il inscrit 85 points, dix-sept essais.
Il participe à huit éditions du Tournoi des Six Nations, en 2006, 2007, 2008, 2010, 2011, 2012, 2014 et 2016. Il dispute 31 rencontres, dont 26 en tant que titulaire, et inscrit 35 points, sept essais.
Il participe à deux éditions de la coupe du monde, en 2007, face à la Namibie et la France, inscrivant un essai, et en 2011, face aux États-Unis,  l'Australie, la Russie, l'Italie et le de Galles, inscrivant un essai.